# La reina del sur (álbum)
La reina del sur es el título de un álbum de estudio grabado por la banda de música regional mexicana Los Tigres del Norte EL álbum fue lanzado al mercado por la empresa discográfica Fonovisa Records el 29 de octubre de 2002. Este álbum se convirtió en su tercer éxito número uno en la lista Billboard Top Latin Albums y recibió una nominación al premio Grammy al Mejor Álbum Mexicano/Mexicoamericano en la 46°. entrega anual de Los Premios Grammy celebrada el domingo 8 de febrero de 2004, pero perdió contra Afortunado (2002) de Joan Sebastian.

## Lista de canciones
Adaptado de Billboard.
1. La Reina del Sur (Teodoro Bello) – 4:04
2. Gavilán Perdido (Paulino Vargas) – 3:40
3. Con Tus Mismas Palabras (Rafael Rubio) – 3:41
4. Mi Soldado (Enrique Valencia) – 3:27
5. Mira, Mira, Mira (Enrique Negrete Rincón) – 3:35
6. ¿En Qué Fallé? (Negrete) – 3:49
7. Me Regalo Contigo (Bello) – 3:06
8. El Artista Toscano (Manuel Eduardo Norberto) – 3:14
9. ¿De Que Color Es la Suerte? (Vargas) – 3:32
10. No Merezco Tus Lágrimas (Ramón Meléndez) – 3:09
11. Cáusame la Muerte (Juan Meza) – 3:24
12. Lo Felicito Amigo (Manuel Eduardo Toscano) – 3:53
13. Platos de Segunda Mesa (Bello) – 2:47
14. El Fin del Mundo (Bello) – 3:39

## Personal
Personal según Allmusic.
- Jim Dean – Ingeniero
- Jorge Hernández - banda
- Hernán Hernández - banda
- Óscar Lara - banda
- Luis Hernández - banda
- Eduardo Hernández – Arreglista, dirección artística, banda
- Andrew Mendelson – Masterización
- Joseph Pope – Ingeniero Asistente
- Raz Kennedy – Colaborador
- Rafael Rubio – Colaborador
- Christian Besson – Fotografía
- Bill Hernández – Wardrobe

## Rendimiento del gráfico
| Lista (2002)                           | Posición más alta |
| -------------------------------------- | ----------------- |
| U.S. Billboard Top Latin Albums        | 1                 |
| U.S. Billboard Regional/Mexican Albums | 1                 |
| U.S. Billboard Top Independent Albums  | 2                 |
| U.S. Billboard 200                     | 54                |

### Sucesión y posicionamiento
| Predecesor: Las Ketchup de Las Ketchup | U.S. Billboard Top Latin Albums — Álbum N°. 1 (Primera vuelta) 16 de noviembre de 2002 - 22 de noviembre de 2002 | Sucesor: Grandes éxitos de Shakira  |
| Predecesor: Grandes éxitos de Shakira  | U.S. Billboard Top Latin Albums — Álbum N°. 1 (Segunda vuelta) 30 de noviembre de 2002 - 6 de diciembre de 2002  | Sucesor: Las Ketchup de Las Ketchup |

| Predecesor: Historia musical de Liberación | U.S Billboard Regional/Mexican Albums — Álbum N°. 1 16 de noviembre de 2002 - 10 de enero de 2003 | Sucesor: Cómplices al rescate: Mariana de Cómplices al rescate |